# チョー・モー・トゥン
ウー・チョー・モー・トゥン（ビルマ語: (ဦး)ကျော်မိုးထွန်း ビルマ語発音: [(úː) t͡ɕɔ̀.móː.tʰʊ́ɰ̃]; 英語: (U) Kyaw Moe Tun、1969年7月28日 - ）は、ミャンマーの外交官で、現職の国連大使である。国連大使に就任する前は、2016年から2018年にかけて外務省の国際機関・経済開発局長を務めていた。

## 幼少期と学歴
チョー・モー・トゥンは、1969年7月28日に生まれた。ヤンゴン大学で国際関係論学士を、留学先の日本にある国際大学で経営学修士（MBA）プログラムを2004年に修了しMBAの学位を取得。。

## 経歴
1993年11月、三等書記官として外務省に入省。1997年、ジャカルタの在インドネシアミャンマー大使館三等書記官として配属され、まず三等書記官として、次いで二等書記官として2001年まで奉職。インドネシア在勤後は、2001年から2002年にかけて本省の儀典局で課長、局長補佐を務めた。2005年7月から2009年1月にかけて、ニューヨークの国際連合ミャンマー政府代表部で一等書記官、参事官として奉職。
その後、2011年に在シンガポールミャンマー大使館参事官として赴任し、まず参事官を務め、次いで2012年まで公使参事官を務めた。続いて2012年4月から2015年3月にかけて、国際機関ミャンマー政府代表部で公使参事官として奉職。2015年1月、国際機関・経済開発局部長に任命された後、2015年3月に副局長に昇進し、2016年9月には局長に昇進した。
2018年7月28日、ジュネーブ国際連合ミャンマー政府代表（ジュネーブ国連大使）やジュネーブ軍縮会議ミャンマー政府代表部大使を含むジュネーブ国際機関ミャンマー政府代表に任命された。在スイス大使、世界貿易機関（WTO）政府代表、化学兵器禁止機関（OPCW）政府代表も兼轄していた。
2020年10月20日、ニューヨークの複数の国際機関政府代表を含む国際連合ミャンマー政府代表（国連大使）に任命された。
2021年2月1日にミャンマーで勃発したクーデターを踏まえて、チョー・モー・トゥン国連大使は2月26日の国連総会で情緒的な演説を行い、軍事政権に対して国際的な行動を取るよう訴えた。大使は、「われわれは、軍事クーデターを直ちに終わらせ、罪のない人々への弾圧を止め、国家権力を人々に返し、民主主義を回復するため、国際社会のさらなる強力な行動を必要としている」と述べた。これを受けて彼は軍事政権から国連大使の職を罷免されたが、国際連合や国際社会の多くは、クーデターによる政権交代が国連に通報されていないこともあって軍事政権による解任を認めていない。BBCやニューヨークタイムズは軍事政権は軍事クーデターの結果として生まれた事実上の政権であると世界的に見られていると伝えた。
2021年3月1日、チョー・モー・トゥンは国連総会議長に宛てて自身が依然ミャンマー国連大使であると通知した。一方、ミャンマー外務省は翌2日、チョー・モー・トゥンの国連大使解任と次席大使の代理大使任命を国連に通報した。国連事務総長報道官のステファン・ドゥジャリクは国連でのミャンマーの代表者について複数の矛盾する書簡を受け取ったとし、国連総会の下部組織「信任状委員会」が協議し、その勧告に基づいて総会が決定するとした。しかし、3日にミャンマーの国連代表部はミャンマー国軍が代理大使として任命したティンマウンナイン次席大使が辞任したことを国連に通知した。
2021年8月6日、米ニューヨークの連邦地検は、チョー・モー・トゥンの暗殺を計画した容疑で、ニューヨーク在住のミャンマー人の28歳と20歳の男を逮捕、訴追したと発表した。ミャンマー国軍と取引のあるタイの武器商人が容疑者の1人にオンラインで接触。大使を傷つけて辞任させるため、実行者を雇う金が支払われたと容疑者は説明しているという。武器商人は、大使が離職しない場合は殺害するようもちかけ、容疑者が大使の車のタイヤに細工をして事故を起こさせ、大使を殺害する計画だったという。

## 私生活
既婚で、子供が二人いる。